# Brunettia orchestris
Brunettia orchestris är en tvåvingeart som beskrevs av Quate 1962. Brunettia orchestris ingår i släktet Brunettia och familjen fjärilsmyggor. Inga underarter finns listade i Catalogue of Life.